# 10355 Кодзірохарада
10355 Кодзірохарада (10355 Kojiroharada) — астероїд головного поясу, відкритий 15 березня 1993 року.
Тіссеранів параметр щодо Юпітера — 3,591.
Названо на честь астронома-аматора Кодзіро Харади (яп. こうじろう・はらだ(原田光次郎) ко:дзіро: харада)